# I Will Love Again
I Will Love Again è un singolo della cantante belga Lara Fabian, pubblicato il 18 aprile 2000 come secondo estratto dal quarto album in studio eponimo.
Il brano è stato scritto da Paul Berry e Mark Taylor e prodotto da quest'ultimo e Brian Rawling.

## Tracce
CD Maxi
1. I Will Love Again (Album Version) – 3:43
2. I Will Love Again (David Morales Radio Remix) – 3:52
3. I Will Love Again (Hex Hector Radio Mix) – 3:43
4. I Will Love Again (Thunderpluss Radio Mix) – 3:50

CD Singolo (Europa)
1. I Will Love Again – 3:47
2. You Are My Heart – 4:11

12" (Europa)
1. I Will Love Again (Ballad Reprise) – 4:54
2. I Will Love Again (David Morales Radio Remix) – 3:52

## Classifiche

### Classifiche settimanali
| Classifica (2000) | Posizione massima |
| ----------------- | ----------------- |
| Australia         | 31                |
| Austria           | 16                |
| Belgio (Fiandre)  | 52                |
| Belgio (Vallonia) | 5                 |
| Francia           | 16                |
| Germania          | 25                |
| Nuova Zelanda     | 8                 |
| Regno Unito       | 63                |
| Spagna            | 6                 |
| Stati Uniti       | 32                |
| Svezia            | 31                |
| Svizzera          | 14                |

### Classifiche di fine anno
| Classifica (2000) | Posizione |
| ----------------- | --------- |
| Belgio (Vallonia) | 60        |
| Francia           | 88        |
| Germania          | 96        |
| Nuova Zelanda     | 42        |
| Svizzera          | 74        |